# Floyd Zaiger
Chris "Floyd" Zaiger (26 avril 1926 - 2 juin 2020) est un sélectionneur de fruits particulièrement connu pour le développement d'hybrides de fruits à noyau et le dépôt de nombreux brevets de plantes. Zaiger a fondé Zaiger's Genetics, une entreprise de sélection de fruits à Modesto (Californie). Elle est devenue une entreprise internationale vendant des cultivars et des hybrides.
Zaiger a développé des variétés telles que le pluot, il a été désigné « le sélectionneur de fruits à noyau le plus prolifique de l'ère moderne ».

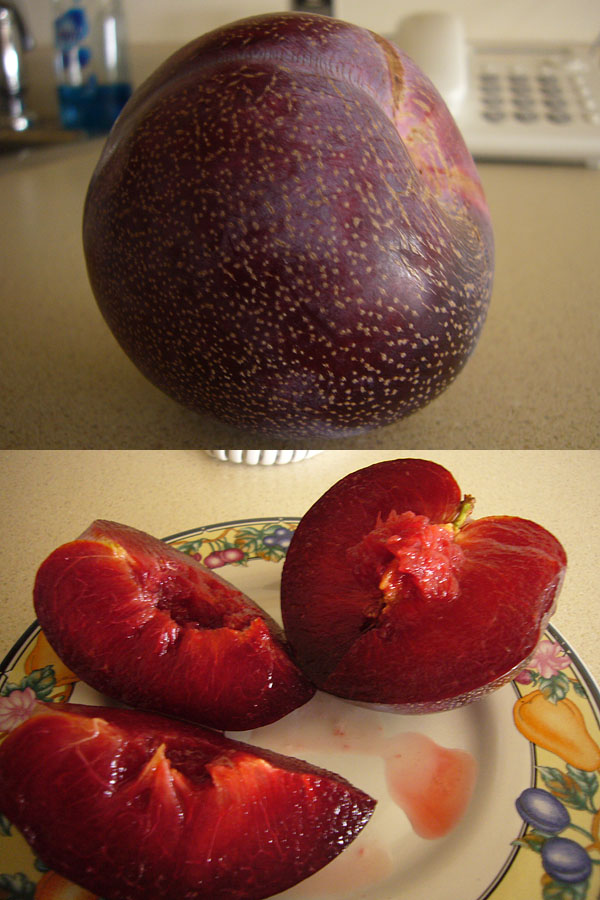
Raspberry jewel pluot.

## Enfance et jeunesse
Chris Floyd Zaiger est né de Christian Fredrick Zaiger et d'Anna Marie Zaiger le 26 avril 1926 à Kennard (Nebraska). 
La famille déménage dans l'Iowa puis dans l'Oregon, avant de s'installer en Californie, dans la vallée de San Joaquin.
Floyd fréquente l'école jusqu'à la huitième année et travaille comme cueilleur de fraises,.
Pendant la Seconde Guerre mondiale, il est enrôlé dans l'armée américaine où il sert comme parachutiste dans la 11e division aéroportée.
Zaiger obtient un diplôme en phytopathologie et enseignement agricole en 1952 à l'université de Californie à Davis.
Il donne des cours d'agriculture dans des lycées de Californie

## Carrière professionnelle
En 1954, Zaiger et sa femme Betty achètent une pépinière d'un peu plus d'un hectare (2,5 acres) et commencent à sélectionner des azalées tolérantes à la chaleur.
En 1956 et 1957, Floyd fait son apprentissage chez l'éleveur Fred Anderson, un protégé de Luther Burbank, développeur de la nectarine.
Alors que la famille Zaiger continue d'exploiter une pépinière de plantes ornementales jusqu'en 1990, elle est alors réputée pour le développement de variétés de fruits.
L'entreprise familiale Zaiger Genetics pratique la pollinisation à la main, sans avoir recours au marquage moléculaire ou à la manipulation d'ADN, pour développer de nouveaux hybrides.
Jusqu'en 2020, 446 variétés de plantes ont été brevetées.
Zaiger a d'abord breveté la pêche Royal Gold, introduite en 1965, et la nectarine Crimson Gold,.
Il a révolutionné l'industrie des prunes en « rétrocroisant » des prunes-abricots hybrides avec des prunes pour créer le Pluot.
Son travail a également permis de réduire les heures de froid nécessaires pour les fruits comme les cerises de manière à les produire dans des climats plus chauds et l'obtention de pêches et de nectarines douces, mais fermes favorisant un transport intercontinental.
Une autre création, l'amandier Independence, autofertile, permettant la pollinisation sans abeilles, pollinisation nécessaire pour d'autres variétés d'amandiers. Il crée l'aprium, un croisement hybride entre les abricots et les prunes mais plus proche des abricots.
Aprium, Pluot, NectaPlum et Peacotum sont des marques déposées de Zaiger's Inc. au niveau fédéral.

## Vie privée
Zaiger se marie avec Betty Jean Taylor en 1950. Ils ont trois enfants : Leith, Gary et Grant. 
Zaiger décède chez lui à Modesto en Californie le 2 juin 2020.

## Récompenses, notoriété
- 1995 Wilder Award de l'American Pomological Society pour "services distingués et contributions à l'avancement de la science pomologique, pour des variétés de fruits exceptionnelles"[11].
- 1997 Nommé officier, Ordre du Mérite agricole[12].
- 1999 Prix de distinction des anciens du Collège UC Davis en sciences agricoles et environnementales[13].